# Nadine Strittmatter
Nadine Strittmatter (* 4. September 1984 in Baden AG, Aargau) ist ein Schweizer Model.

## Leben
Mit 16 Jahren nahm Strittmatter am Elite-Model-Look-Wettbewerb teil und beendete diesen auf dem 5. Rang. Nach Abschluss der Schule zog sie nach London und versuchte dort vergeblich einen Vertrag bei einer Modelagentur zu erlangen. Um ihre Französischkenntnisse zu verbessern, zog sie nach Paris und kam dort bei einer Agentur unter Vertrag. Kurz darauf wurde sie von Karl Lagerfeld und John Galliano für Chanel und Christian Dior für den ersten, grossen Modelauftrag gebucht.
Seit 2002 ist Strittmatter ein Model auf dem internationalen Parkett. Sie lief in Paris, Milano, Berlin und New York für Marken wie Armani, Givenchy und Victorias Secret. Ein Höhepunkt der Karriere war die Buchung durch John Galliano als fitting model für seine Dior Haute Couture Collection während eines Monats und die darauffolgende Eröffnung der Show in Paris.
Abseits des Laufstegs war Strittmatter auf den Covers der Modezeitschriften Vogue, Elle, Maxim oder Harpers Bazaar zu sehen, arbeitete mit Fotografen wie Peter Lindbergh, Steven Meisel, Steven Klein und Michel Comte zusammen und wurde für Kampagnen von Pinko, Versus, Wolford und La Perla gebucht.
Seit 2007 nimmt Strittmatter Schauspielunterricht und widmet sich vermehrt der Filmproduktion. Ihr erster Kurzfilm, Sweet Focus, wurde im Short Film Corner an den Internationalen Filmfestspielen 2011 in Cannes gezeigt.
Seit 2012 arbeitet Strittmatter mit einem privaten Management in der Schweiz und wird seit 2014 international durch Next Management Paris vertreten. Von 2014 bis 2016 arbeitete sie mit Karl Lagerfeld zusammen. Strittmatter ist Werbeträgern für die Ladies Karte der Corner Card sowie MINI (Schweiz) AG und bringt 2014 ihre erste selbst designte Sonnenbrillenkollektion gemeinsam mit der Schweizer Luxusmarke Strada del Sole auf den Markt. Außerdem arbeitet sie im Designprozess des Zürcher Kultlabels Fabric Frontline mit.
Seit Jahren engagiert sie sich für Umweltschutz und Nachhaltigkeit in der Fashionindustry. Seit 2012 ist sie Ambassadrice für myclimate und engagiert sich für die Gesundheitsprojekte von SolidarMed.